# Долобко, Милий Герасимович
Милий Герасимович Долобко́ (1884—1935) — советский учёный-языковед, славист.

## Биография
Родился 4 (16) ноября 1884 года в Остёрском уезде Черниговской губернии (ныне — Козелецкий район Черниговской области).
Среднее образование получил в Черниговской классической гимназии, гду учился с 1898 года в качестве стипендиата Остёрского земства. Окончив гимназию в 1905 году с золотой медалью, поступил на историко-филологический факультет Петербургского университета, который в 1910 году окончил и был оставлен при университете. В 1911 году Академия наук направила его на девять месяцев с научной целью за границу в Австрию, Сербию, Болгарию и Турцию. Вернувшись из командировки в 1912 году, он сдал магистерские экзамены. После прочтения двух пробных лекций, с 1 января 1914 года он был допущен к чтению лекций в Петербургском университете со званием приват-доцента. В сентябре 1918 года он был утверждён в штатной должности доцента по кафедре славянской филологии, в 1919 году получил звание профессора кафедры славянской филологии. По совместительству проводил научную и педагогическую работу в Санкт-Петербурге: в Институте истории, философии и лингвистики, с 1919 года — в Педагогическом институте. Исследовал проблемы общего, сравнительно-исторического и славянского языкознания, в 1925—1932 гг. — научный сотрудник яфетического института (позже — Институт языка и мышления) АН СССР. Изучал юго-славянские письменные памятники, современные говоры Югославии.
Умер 23 июля 1935 года в Царевичах, Автономная Карельская ССР.